# Список глав государств в 537 году
Список глав государств в 536 году — 537 год — Список глав государств в 538 году — Список глав государств по годам

## Америка
- Баакульское царство — К’ан Хой Читам I, священный владыка (524—565)
- Мутульское царство (Тикаль) — 
  - Чак-Ток-Ичак IV, царь (ок. 528—537)
  - Яш-Эб-Шок II, царь (537—562)
- Шукууп (Копан) — Ви-Оль-К’инич, царь (532—551)

## Азия
- Абхазия (Абазгия) — Гозар, князь (ок. 530 — ок. 550)
- Гаоцзюй — 
  - Юэцзюй, правитель (534—537)
  - Биди, правитель (537—540)
- Гассаниды — аль-Харит V ибн Джабала, царь (529—569)
- Дханьявади — Тюрия Теза, царь[англ.] (513—544)
- Жужаньский каганат — Юйцзюлюй Анагуй, каган (520—552)
- Иберия — Бакур II, царь (534—547)
- Индия — 
  - Вишнукундина — Индра Бхаттарака Варма, царь[лит.] (528—555)
  - Гупта — Кумарагупта III, махараджа (530—540)
  - Западные Ганги — Дурвинта, махараджа (529—579)
  - Маитрака — Друвасена I, махараджа[англ.] (ок. 520 — ок. 550)
  - Паллавы (Анандадеша) — Виджая Буддхаварман, махараджа (520—540)
  - Чалукья — Сатьяшрая Пулакешин I, раджа (535—566)
- Камарупа — Бхутиварман, царь (518—542)
- Китай (Период Южных и Северных династий) — 
  - Восточная Вэй — Сяо Цзин-ди (Юань Шаньцзянь), император (534—550)
  - Западная Вэй — Вэнь-ди (Юань Баоцзюй), император (535—551)
  - Лян — У-ди (Сяо Янь), император (502—549)
- Корея (Период Трех государств):
  - Конфедерация Кая — Тосольджи, ван (532—562)
  - Когурё — Анвон, тхэван (531—545)
  - Пэкче —  Сон, король (523—554)
  - Силла — Попхын Великий, тхэван (514—540)
- Лазика (Эгриси) — Опсит, король (ок. 527 — ок. 541)
- Лахмиды (Хира) — аль-Мундир III ибн аль-Нуман, царь (505—554)
- Паган — Тинли Пайк, король[англ.] (532—547)
- Персия (Сасаниды) — Хосров I Ануширван, шахиншах (531—579)
- Раджарата (Анурадхапура) — Силакала Амбосаманера, король (526—539)
- Тарума — Сурьяварман, царь (535—561)
- Тогон — Муюн Фулянчоу, правитель (490—540)
- Тямпа — Рудраварман I, князь (529—572)
- Фунань — Рудраварман I, король (514—550)
- Химьяр — Абраха, царь (536 — ок. 570)
- Япония — Сэнка, император (536—539)

## Европа
- Англия —
  - Бринейх — 
    - Бран Старый, король (510—?)
    - Кингар, король (510—?)

  - Думнония — 
    - Кадо ап Геррен, король (508—537)
    - Константин ап Кадо, король (537—560)

  - Каер Гвенддолеу — Кейдио ап Эйнион, король (ок. 505 — ок. 550)
  - Кент — Окта, король (512 — ок. 540)
  - Мерсия — Кнебба, король (517—538)
  - Пеннины — 
    - Дунотинг (Северные Пеннины)  — Динод Толстый, король (ок. 525 — ок. 595)
    - Пик (Южные Пеннины)  — Сауил Высокомерный, король (ок. 525—590)

  - Регед — 
    - Северный Регед — Кинварх Угрюмый, король (535—570)
    - Южный Регед — Элидир Толстый, король (535—560)

  - Сассекс — Кисса, король (514 — ок. 567)
  - Уэссекс — Кинрик, король (534—560)
  - Эбрук — Элиффер ап Эйнион, король (500—560)
  - Элмет — Ллаенног ап Масгвид, король (495—540)
  - Эссекс — Сихельм, король (508—539)
- Арморика — Будик II, король (?—544)
- Вестготское королевство — Теудис, король (531—548)
- Византийская империя — Юстиниан I, император (527—565)
- Гепиды — Гелемунд, король (508 — ок. 548)
- Ирландия — Туатал Маэлгарб, верховный король (534—538)
  - Айлех — 
    - Фергюс мак Муйрхертах, король (534 — ок. 566)
    - Домнал мак Муйрхертах, король (534 — ок. 566)

  - Коннахт — Эоган Бел мак Келлайг, король (502 — ок. 543)
  - Лейнстер — Кормак мак Айлиль, король (530—539)
  - Мунстер — Дуб-Гилках, король (ок. 535—550)
  - Ольстер — Эохед мак Кондлаи, король (532—553)
- Лангобарды — Вахо, король (ок. 510 — ок. 540)
- Остготов королевство (Италия) — Витигес, король (536—540)
- Папский престол — 
  - Сильверий, папа римский (536—537)
  - Вигилий, папа римский (537—555)
- Свевов королевство (Галисия) — Теодемунд, король (ок. 500 — ок. 550)
- Уэльс —
  - Брихейниог — Ригенеу ап Райн, король (ок. 510—540)
  - Гвинед — Майлгун ап Кадваллон, король (ок. 520—547)
  - Гливисинг — Кадок Мудрый, король (523—580)
  - Дивед — Гуртевир ап Айргол, король (495—540)
  - Поуис — Кинген Достопамятный, король (519—547)
- Франкское королевство — 
  - Теодеберт I (Австразия), король (534—547 или 548)
  - Хлотарь I (Суассон), король (511—561)
  - Хильдеберт I (Париж), король (511—558)
- Швеция — Адильс, король (ок. 530 — ок. 575)
- Шотландия —
  - Дал Риада — Комгалл, король (507—538)
  - Пикты — Дрест II, король (508—538)
  - Стратклайд (Альт Клуит) — Тутагуал ап Клинох, король (? — ок. 580 )

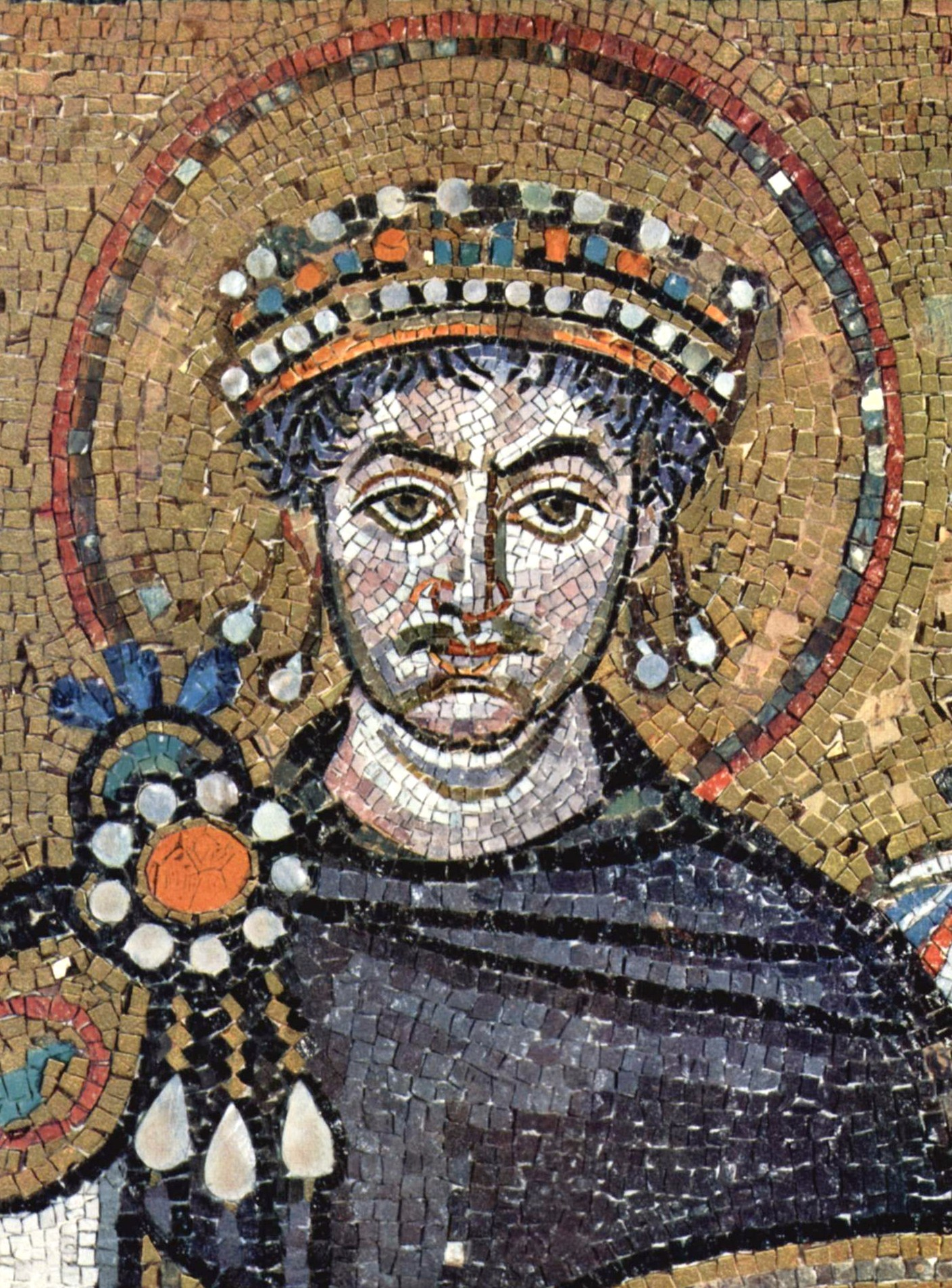
Юстиниан I 527—565 Император Византии
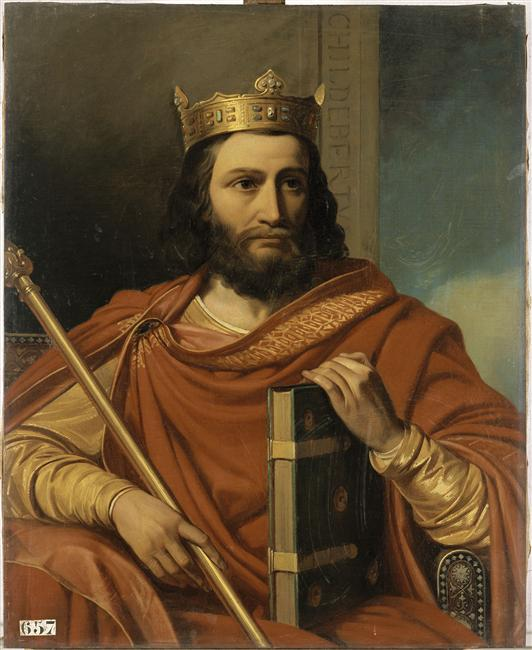
Хильдеберт I 511—558 Король Парижа
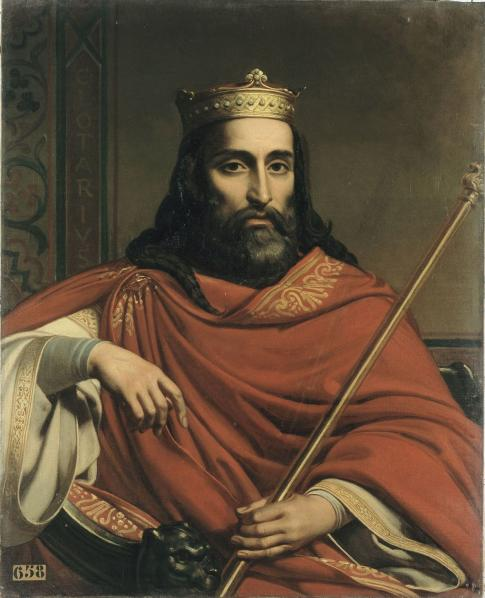
Хлотарь I 511—561 Король Суассона
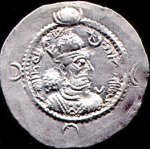
Хосров I Ануширван 531—579 Шахиншах Персии
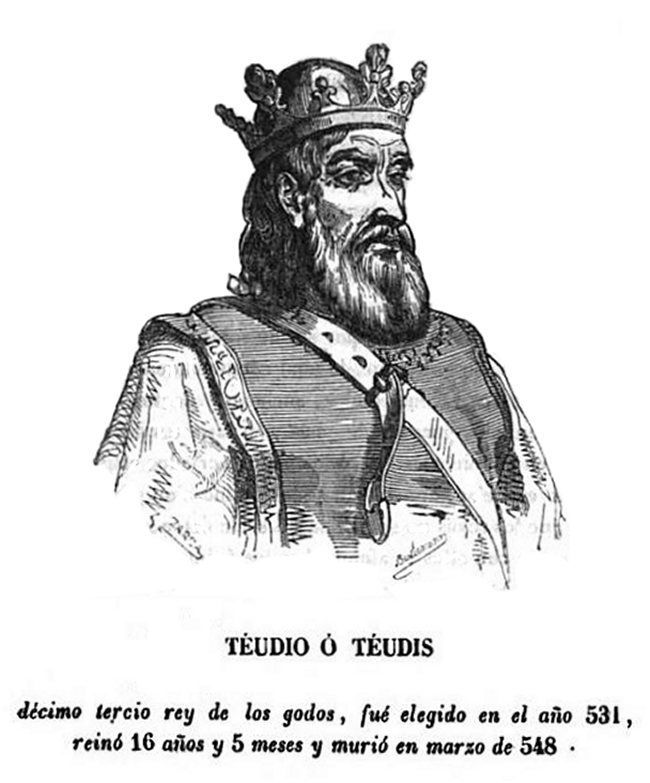
Теудис 531—548 Король вестготов
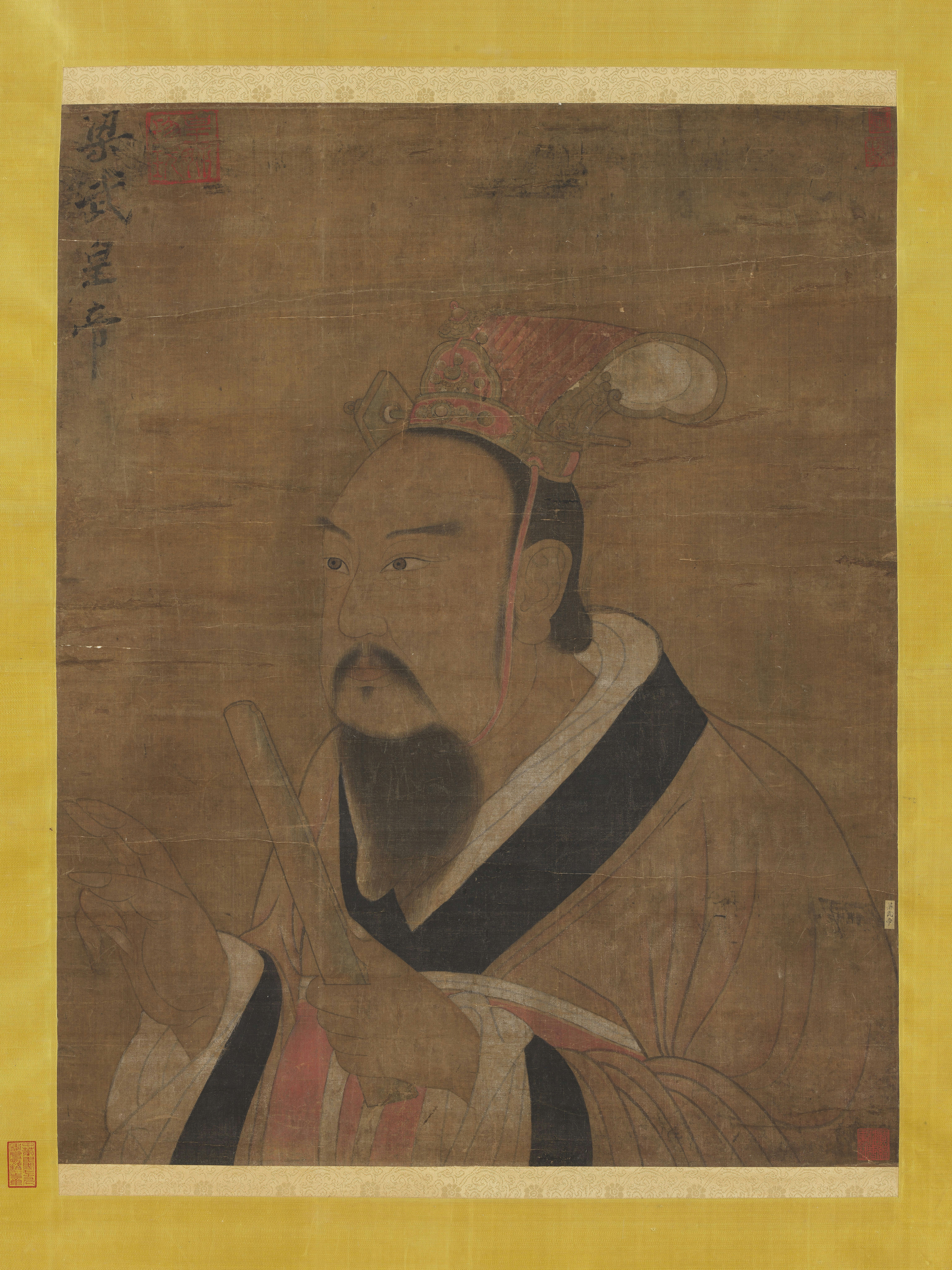
У-ди 502—549 Император Лян
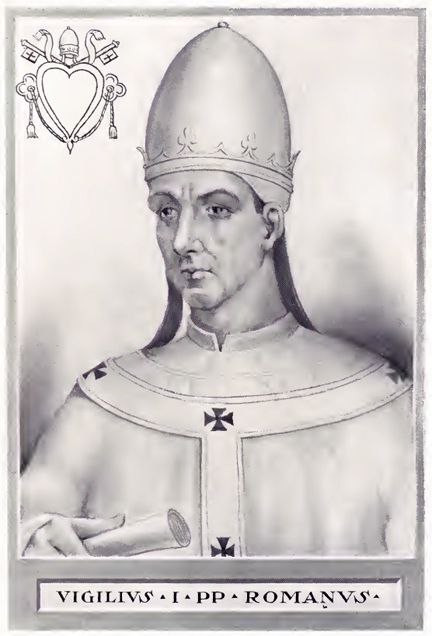
Вигилий 537—555 Папа римский